# Jeanvion Yulu-Matondo
Jeanvion Yulu-Matondo (Kinshasa, 5 gennaio 1986) è un ex calciatore belga, di ruolo attaccante.

## Carriera

### Club
Debutta da professionista con la maglia del Bruges, con cui gioca fino al 2007.

### Nazionale
Conta 17 presenze ed 8 reti con la Nazionale belga Under-21.

## Palmarès

### Club

#### Competizioni nazionali
- Coppa del Belgio: 1

Bruges: 206-2007
- Supercoppa del Belgio: 1

Bruges: 2005